# ヤロスワフ・カチンスキ
ヤロスワフ・アレクサンデル・カチンスキ（ポーランド語: Jarosław Aleksander Kaczyński、1949年6月18日 - ）は、ポーランドの政治家。右派政党「法と正義」（PiS）の党首（2003年～）。同国の首相（2006年～2007年）・副首相（2020年～2022年）などを歴任し、政界における最高実力者と見做されている。弟のレフと共に、一卵性双生児の政治家として知られる。
「法と正義」が政権を担った2005年から2007年および2015年から2023年にかけて、政府ポストに就いていない時期も含め、歴代の首相人事や重要政策の決定に多大な影響力を発揮した。2023年ポーランド議会選挙では第一党となるも過半数を確保できず、ドナルド・トゥスク率いる市民プラットフォームを中心とする野党連合に政権を譲ることとなった。

## 来歴
学生時代は労働者保護委員会（「連帯」の前身）で、1980年代には「連帯」で政治活動をおこなっていた。
2001年、弟のレフと共に「法と正義」（PiS）を創設し、同年の議会選挙で投票数の9.5パーセントを獲得した。2003年、「法と正義」の党首職を弟のレフと交代した。
2005年9月の議会選挙において、PiSは投票数の27パーセントを獲得し、第一党となった。同年10月、弟のレフを大統領に就任させるため、ヤロスワフは首相候補の座を同じ党のカジミェシュ・マルチンキェヴィチに譲った。
2006年7月7日、マルチンキェヴィチが辞任した後、党政治委員会はヤロスワフを首相に推薦し、7月11日に首相に就任した。これにより、首相が兄・ヤロスワフ、大統領が弟・レフという世界初の「双子政権」が誕生した。
2007年議会選挙において、PiSは最大野党市民プラットフォームに敗れた。この結果を受けて11月26日に市民プラットフォームの党首ドナルド・トゥスクに首相の座を譲り、双子政権は終焉を迎えた。
2010年4月10日、弟レフの乗った政府専用機がロシア西部スモレンスクにて墜落し、レフを含めた政府高官多数が死亡したが（ポーランド大統領専用機墜落事故）、兄のヤロスワフは同行しておらず、難を逃れている。
2013年8月に行われたPiS党大会において、無投票で党首に再選された。
政敵トゥスクは2014年12月に欧州理事会議長（欧州連合大統領）に就任。任期満了に伴い2017年3月9日に行われた議長選挙では、反対票を投じトゥスクの再選阻止に動いたものの、他国に同調の動きはなくトゥスクは27対1で再選された。
2023年6月21日、副首相を兼任していた閣僚4人全員が同職を解かれ、カチンスキが再び副首相に就任した。同年秋の総選挙を見据えた政権入りと見られている。

## 人物
独身で婚歴はなく、パートナーや子女もいない。
子供時代、弟レフと共に映画「月をぬすんだ双子」（1962年）に出演。レフはイヤツェック、ヤロスワフはプラツェックの役を演じた。

## 批判
カチンスキはしばしば、女性蔑視とも言える発言やヘイトスピーチ、職権乱用、 同性愛嫌悪的な発言を繰り返しているとして人権団体から批判されている。
批判者の多くはカチンスキを「家父長的な年寄り」「馬鹿」「老害」と称している。

## ギャラリー
- ベアタ・シドゥウォらと（2016年6月11日）
- 左からカチンスキ、チェコのペトル・フィアラ首相、スロベニアのヤネス・ヤンシャ首相、ポーランドのマテウシュ・モラヴィエツキ首相、ウクライナのウォロディミル・ゼレンスキー大統領（2022年3月15日、キーウ）[8]
- 左から一人おいて、ポーランドのマテウシュ・モラヴィエツキ首相、カチンスキ、ウクライナのウォロディミル・ゼレンスキー大統領、同国のデニス・シュミハリ首相（2022年6月1日）